# Anna Zapaśnikówna
Anna Zapaśnikówna (ur. 3 czerwca 1904 w Wilnie, zm. 9 czerwca 1972 w Olsztynie), polska nauczycielka i bibliotekarka, organizatorka biblioteki Instytutu Rybactwa Śródlądowego w Olsztynie.

## Życiorys
Był córką Bronisława Romualda Zapaśnika, nauczyciela i późniejszego dyrektora męskiego gimnazjum im. Mickiewicza w Wilnie. W związku z pracą zawodową ojca lata dziecinne spędziła w Saratowie nad Wołgą, tam też rozpoczęła swoją edukację. Po powrocie rodziny do Wilna była w latach 1919-1924 uczennicą wileńskiego Gimnazjum im. Elizy Orzeszkowej; maturę zdała w maju 1924. Po czteroletnich studiach na Wydziale Matematyczno-Przyrodniczym Uniwersytetu Stefana Batorego uzyskała w 1928 dyplom magistra filozofii w zakresie matematyki. Przez cały okres nauki, i jako uczennica gimnazjum, i na studiach, była czynna w harcerstwie. Pełniła funkcję zastępowej w V Drużynie im. Józefa Piłsudskiego, potem jako instruktorka dosłużyła się stopnia podharcmistrzyni i funkcji drużynowej VI Żeńskiej Drużyny im. Stefana Żółkiewskiego.
Po ukończeniu studiów podjęła pracę w szkolnictwie. W latach 1928–1930 była nauczycielką w Żeńskim Liceum Filomatów. Kolejne dwa lata przepracowała w swoim dawnym gimnazjum im. Orzeszkowej, gdzie prowadziła zajęcia z matematyki. Od 1932 przez pewien czas nie pracowała zawodowo ze względu na zły stan zdrowia, ograniczając się do prowadzenia gospodarstwa domowego i dorywczych zajęć w służbie zdrowia. W 1934 ponownie zatrudniła się w charakterze nauczycielki i do wybuchu wojny była związana ze Szkołą Powszechną Rodziny Wojskowej, od 1937 pełniąc funkcję kierownika tej placówki.
W latach wojennych utrzymywała się z zajęć w szpitalu, sama także chorowała. Udzielała prywatnych lekcji. W maju 1946 osiadła wraz z najbliższymi (ojcem oraz z siostrą i założoną przez nią rodziną) w Giżycku, gdzie do 1951 uczyła matematyki w Liceum Pedagogicznym. W giżyckim oddziale Instytutu Rybactwa Śródlądowego odbyła kurs bibliotekarski i w maju 1954 przeniosła się do Olsztyna. Została zatrudniona w Instytucie Rybactwa Śródlądowego, gdzie przystąpiła do organizacji biblioteki; została jej pierwszą kierowniczką. Na potrzeby biblioteki opracowała katalogi autorski i przedmiotowy oraz kartotekę czasopism. Wszystkie te narzędzia pracy bibliotecznej pozostawały w użyciu wiele lat po jej odejściu z pracy. Biblioteka Instytutu nie stała się wyodrębnioną jednostką, pozostawała w strukturze Działu Wydawnictw i Dokumentacji (później wielokrotnie dokonywano zmian organizacyjnych, również w nazewnictwie), ale rychło stała się unikatową specjalistyczną biblioteką naukową, gromadzącą materiały o tematyce rybackiej. W sierpniu 1960 Zapaśnikówna przeszła na rentę inwalidzką, pracowała jednak nadal w niepełnym wymiarze czasowym. Na emeryturę przeszła w kwietniu 1963, przekazując kierownictwo biblioteki Halinie Keferstein. Na wniosek dyrekcji Instytutu Rybactwa Śródlądowego, w uznaniu wzorowego zorganizowania przez nią biblioteki, odznaczona została Złotym Krzyżem Zasługi. Otrzymała także złotą odznakę "Zasłużony dla Warmii i Mazur".
Na rencie, a potem emeryturze zajmowała się także pielęgnacją sędziwego ojca, który chorował na serce; zmarł w Olsztynie w grudniu 1965. Zamieszkała wtedy z owdowiałą siostrą. Zmarła w Olsztynie 9 czerwca 1972.